# Eutrichophora punensis
Eutrichophora punensis är en tvåvingeart som beskrevs av Townsend 1915. Eutrichophora punensis ingår i släktet Eutrichophora och familjen parasitflugor.
Artens utbredningsområde är Peru. Inga underarter finns listade i Catalogue of Life.